# Cynoscion acoupa
Cynoscion acoupa es una especie de pez de la familia Sciaenidae en el orden de los Perciformes.

## Morfología
• Los machos pueden llegar alcanzar los 110 cm de longitud total y 17 kg de peso.

## Alimentación
Come gambas y peces hueso.

## Hábitat
Es un pez de clima tropical y demersal que vive hasta los 20 m de profundidad.

## Distribución geográfica
Se encuentra en el  Atlántico occidental: desde Panamá hasta la Argentina.

## Uso comercial
Es importante como alimento para los humanos.

## Observaciones
Es inofensivo para los humanos.